# (33550) Blackburn
1999 JQ14 (asteroide 33550) é um asteroide da cintura principal. Possui uma excentricidade de 0.07614420 e uma inclinação de 4.99996º.
Este asteroide foi descoberto no dia 10 de maio de 1999 por LINEAR em Socorro.